# Валеев, Эрнест Абдулович
Эрнест Абдулович Вале́ев (род. 7 апреля 1950, Агрызский район, Татарская АССР) — российский государственный и политический деятель, депутат Государственной Думы VI, VII и VIII созывов, член фракции «Единая Россия», первый заместитель председателя комитета по безопасности и противодействию коррупции.
Из-за поддержки российско-украинской войны — под санкциями 27 стран ЕС, Великобритании, США, Канады, Швейцарии, Австралии, Японии, Украины, Новой Зеландии.

## Биография
Родился 7 апреля 1950 года в деревне Новый Камай (ныне Агрызский район Татарстан). С 1967 по 1968 год работал электрообмотчиком на Ижевском механическом заводе. С 1968 по 1970 год служил в рядах Советской Армии.
В 1974 году получил высшее образование по специальности «Правоведение» окончив Свердловский юридический институт. После окончания института направлен в прокуратуру Тюменской области. Работал стажером, позже был назначен следователем Тобольской межрайонной прокуратуры. В 1976 году назначен прокурором Юргинского района, в 1981 году назначен прокурором Тобольского района. В 1985 году назначен старшим помощником прокурора Тюменской области по надзору за рассмотрением гражданских дел в судах. С 1988 по 1993 год работал первым заместителем прокурора Тюменской области, с 1993 по 2007 год занимал должность прокурора Тюменской области.
2 февраля 2007 года решением Совета Федерации РФ Э. А. Валеев был назначен заместителем генерального прокурора Российской федерации.
В октябре 2010 года назначен заместителем губернатора Тюменской области. Работал в должности вице заместителя губернатора до декабря 2011 года.
В декабре 2011 года баллотировался в Государственную Думу Федерального Собрания РФ VI созыва. Был избран депутатом Госдумы по спискам партии «Единая Россия», работал в комитете по безопасности и противодействию коррупции.
В сентябре 2016 года вновь баллотировался в Госдуму РФ VII созыва, избран депутатом по Тюменскому одномандатному округу № 185, выдвинут партией «Единая Россия».
19 сентября 2021 года избран депутатом Госдумы РФ VIII созыва.

## Законотворческая деятельность
С 2011 по 2019 годы, в течение исполнения полномочий депутата Государственной Думы VI и VII созывов, выступил соавтором 64 законодательных инициатив и поправок к проектам федеральных законов.
В ноябре 2022 года в составе группы депутатов от «Единой России» внёс законопроект об уголовном наказании для уклонистов от мобилизации, предусматривающий штрафы до 500 тысяч рублей, принудительные работы или лишение свободы на срок до пяти лет.

## Санкции
Из-за поддержки российской агрессии и нарушения территориальной целостности Украины во время российско-украинской войны находится под персональными международными санкциями разных стран.
23 февраля 2022 года внесён в санкционные списки стран Евросоюза за действия и политику, которые подрывают территориальную целостность, суверенитет и независимость Украины и ещё больше дестабилизируют Украину.
24 февраля 2022 года включён в санкционный список Канады «близких соратников режима» за голосование о признании независимости «так называемых республик в Донецке и Луганске».
24 марта 2022 года, на фоне вторжения России на Украину, включён в санкционный список США за «соучастие в войне Путина» и «поддержку усилий Кремля по вторжению в Украину», Госдеп США заявил что депутаты Госдумы используют свои полномочия для преследования инакомыслящих и политических оппонентов, нарушают свободу информации, ограничивают права человека и основные свободы граждан России.
По аналогичным основаниям, с 11 марта 2022 года находится под санкциями Великобритании. С 25 февраля 2022 года находится под санкциями Швейцарии. С 26 февраля 2022 года находится под санкциями Австралии. С 12 апреля 2022 года находится под санкциями Японии. Указом президента Украины Владимира Зеленского от 7 сентября 2022 находится под санкциями Украины. С 3 мая 2022 года находится под санкциями Новой Зеландии.

## Награды и звания
- Орден Почёта, 2005 год[20]
- Орден «За заслуги перед Отечеством» IV степени, 2008[20]
- Почётное звание «Заслуженный юрист РФ», 2000[20]
- Нагрудный знак «Почётный работник прокуратуры», 1991[20]
- Медаль «Ветеран прокуратуры», 2010[20]
- Звание «Почётный гражданин Тюменской области», 16 июня 2016[20]
- Почетная грамота Президента РФ, 2010[20]
- Благодарность Президента РФ, 2013[20]
- Награждён именным огнестрельным оружием, 2001[2]
- Почётная грамота Совета Федерации ФС РФ, 2007[2]
- Почётная Грамота Государственной Думы ФС РФ, 2015[2]
- Благодарность Председателя Государственной Думы ФС РФ, 2007[2]
- Нагрудный знак «За безупречную службу», 2008[2]
- Знак отличия «За верность закону» I степени, 2009[2]
- Медаль «Совет Федерации. 15 лет.», 2009[2]
- Медаль «МПА СНГ. 25 лет» (27 марта 2017 года, Межпарламентская ассамблея СНГ) — за заслуги в деле развития и укрепления парламентаризма, за вклад в развитие и совершенствование правовых основ функционирования Содружества Независимых Государств, укрепление международных связей и межпарламентского сотрудничества[21]